# Boulder
Boulder er en by i den amerikanske delstat i Colorado. Byen har 91.685 indbyggere (280.440 inkl. forstæder) og er en del Denver-Aurora-Boulder-byområdet. Den ligger 40 km fra Denver. Byen ligger ved Rocky Mountains og Rocky Mountain National Park.
Byens universitet, University of Colorado at Boulder, er Colorados største.